# Köpebrev
Köpebrev är en juridisk bindande handling som reglerar och definierar ägandet av egendom.
I samband med fastighetsköp upprättas ett köpebrev som ett kvitto på att villkoren, bland annat betalningen i köpekontraktet, är uppfyllda. Innehåller köpekontraktet villkor om köpebrev måste ett bevittnat köpebrev bifogas lagfartsansökan. Lagfartsansökan ska skickas in till inskrivningsmyndigheten vid den tingsrätt fastigheten hör till. Utan lagfart blir man inte registrerad som ägare av fastigheten och säljaren skulle därmed i princip kunna sälja den igen.
Även vid köp av lös egendom, såsom maskiner, bilar eller båtar, kan det vara bra att skriva ett köpebrev. Köpebrevet fungerar som bevis på ägorätten vid till exempel av en bil.